# Tires (Portogallo)
Tires è un villaggio portoghese situato nella parrocchia civile di São Domingos de Rana, nel comune costiero di Cascais.

## Storia
Il primo riferimento noto al villaggio di Tires è del 1527, chiamato all'epoca Tyras, e contava circa 10 abitazioni, dove l'attività principale era la produzione di grano. Nel censimento del 1960, Tires contava 1 887 abitanti.
Il 17 aprile 2017 un aereo leggero di immatricolazione svizzera si è schiantato nei pressi di un supermercato Lidl situato nel villaggio. Almeno cinque persone sono rimaste uccise, compreso il pilota.

## Monumenti e luoghi d'interesse
- Aerodromo municipale di Cascais - Un aeroporto nazionale che serve il comune di Cascais.
- Biblioteca municipale di S. Domingos de Rana - Inaugurata nel 2005, è uno dei centri culturali di Tires.
- Complesso sportivo di São Domingos de Rana - Inaugurato il 25 aprile 1995; è presente un padiglione, diversi campi da calcio, due campi da tennis e una pista di pattinaggio per la pratica di vari sport.
- União Recreativa e Desportiva de Tires - Società calcistica locale.
- Scuola Secondaria Frei Gonçalo de Azevedo.
- Chiesa Parrocchiale di Tires - Parrocchia di Nostra Signora delle Grazie - Inaugurata nel 1982 in sostituzione dell'omonima cappella, che visto l'aumento del numero dei fedeli si rese necessaria la costruzione di una nuova chiesa.
- Cappella della Madonna delle Grazie - Attualmente adibita a cappella mortuaria, fu edificata tra la fine del 1500 e la metà del 1700 (per il suo stile barocco), porta nel suo nome le benedizioni che la vergine avrebbe concesso a i pescatori di Cascais. Il nome originario sarebbe Nostra Signora delle Grazie, ma sarà stato semplificato nel nome attuale.
- Carcere di Tires - Una prigione per sole donne